# Johann Ludwig von Le Coq
Johann Ludwig Edler von Le Coq oder Jean Louis von Le Coq auch le Cocq bzw. Lecoq (* 1. April 1719 in Berlin; † 20. April 1789 in Döbeln) war ein sächsischer Generalleutnant.

## Leben

### Herkunft
Johann Ludwig war Angehöriger der hugenottischen, aus Metz stammenden Familie Le Coq. Seine Eltern waren der Berliner Kaufmann Jean Le Coq (1669–1735) und dessen zweite Gattin Louise Marguerite Morgues (1680–1762).
Sein Onkel war Jacques Le Coq, sächsischer Geheimer Kriegsrat, Geheimer Kabinetts-Sekretär und Diplomat (1676–1766), der ebenfalls im frühen Alter Berlin verlassen hatte und nach Sachsen gegangen war. Da Jacques Le Coq in den Jahren 1713–1715 sächsischer Gesandter in Berlin war, wird in seiner Jugend sein Neffe ihn dort kennengelernt haben. Jacques hatte als Staatsbeamter Karriere gemacht und wurde 1740 außenpolitischer Berater des Kabinettsministers Heinrich von Brühl (1700–1763).

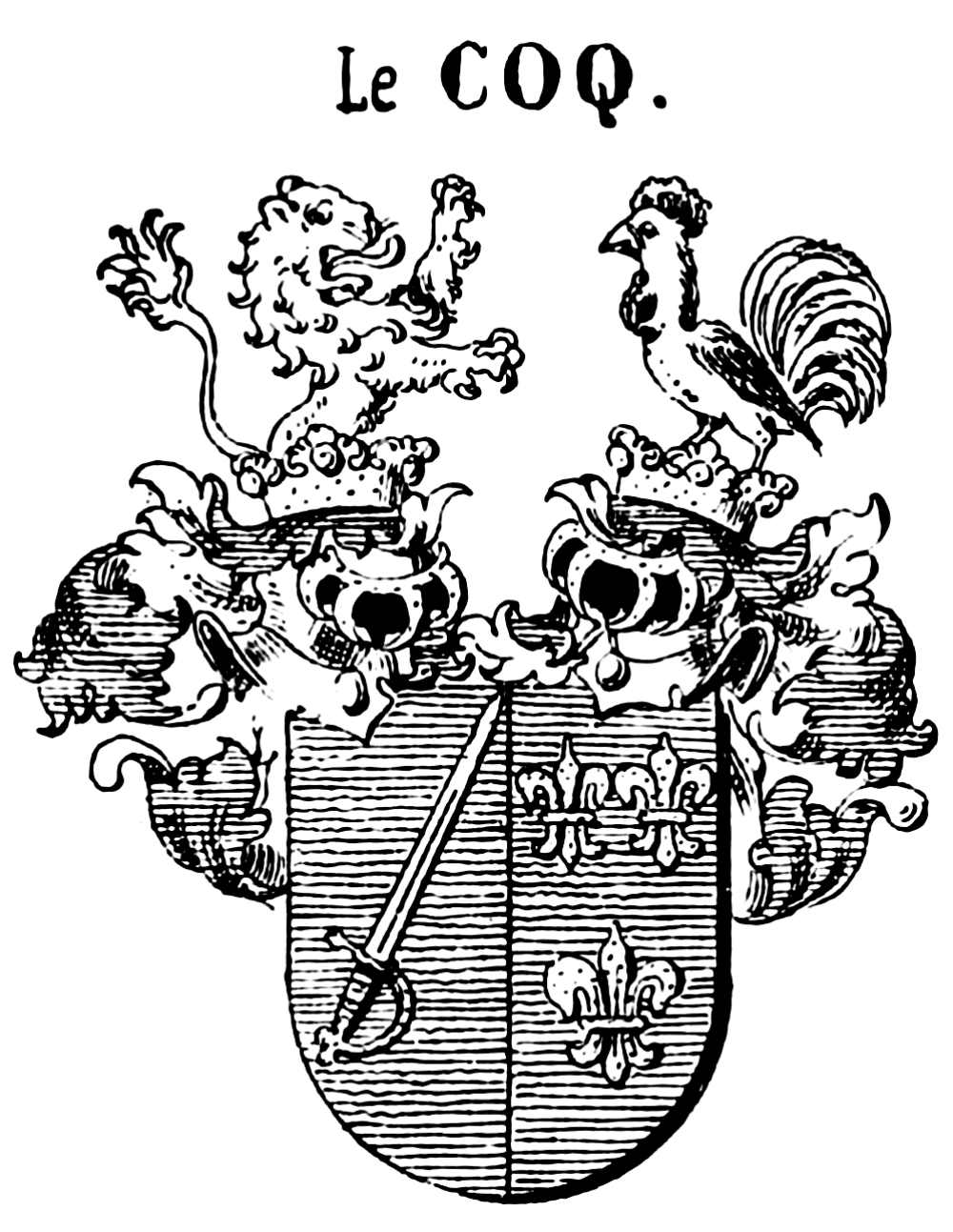
Wappen von Johann Ludwig von Le Coq 1775

### Aufnahme in den Ritter- und Adelsstand
Am 9. November 1775 wurde Le Coq durch Joseph II. in seiner Eigenschaft als Kaiser des Heiligen Römischen Reiches der Ritter- und Adelsstand mit dem Prädikat „Edler von“ verliehen Diese Erhebung in den Adelsstand wurde am 27. Januar 1776 durch den Kurfürsten Friedrich August III. bestätigt.

### Laufbahn
Le Coq trat 1735 in die Sächsische Armee ein, war 1737 Fähnrich im Infanterieregiment Nr. 7 und avancierte im Regiment 1738 zum Sousleutnant, dann zum Leutnant.

#### Erster Schlesischer Krieg
Im Ersten Schlesischen Krieg (1741–1742) kämpften die sächsischen Truppen an der Seite Preußens gegen die Habsburgermonarchie. Die sächsische Armee stellte ein 20.000 Mann starkes Heer, das gemeinsam mit den Preußen und Franzosen im November 1741 Prag belagerte und eroberte. Die sächsischen Verluste in diesem Feldzug waren gering. Nach Beendigung des Krieges wurde er 1742 zum Kapitän befördert.

#### Zweiter Schlesischer Krieg
Während des Zweiten Schlesischen Krieges (1744–1745) wechselte Sachsen die Seiten und verbündete sich mit den Österreichern, da durch den Besitz fast ganz Schlesiens, das an Sachsen grenzt, das erstarkte Preußen zu großen Aggressor zu werden drohte. Seit 1745 war Le Coq Generaladjutant von Feldmarschall Rutowski. In dem Krieg besiegten die Preußen die Sachsen und besetzten Dresden. Der am 25. Dezember 1745 geschlossene Frieden von Dresden beendete den Zweiten Schlesischen Krieg. Le Coq avancierte 1747 zum Major und 1751 zum Oberstleutnant im Infanterieregiment Nr. 3 in Eilenburg, wo er 1757 auch Oberst wurde.

#### Siebenjähriger Krieg
Im Siebenjährigen Krieg (1756–1763) führte Rutowski erneut die Armee Sachsens. Die von ihm initiierte Zusammenziehung des sächsischen Heers in einer fast unangreifbaren Lagerstellung bei Pirna verhinderte zunächst eine schnelle Überrumpelung Sachsens beim Einmarsch der Preußen in der Nacht vom 28. auf den 29. August 1756. Zwar vermochte die sächsische Armee der preußischen Belagerung etwa sechs Wochen zu widerstehen, angesichts des zunehmenden Nahrungsmangels und eines gescheiterten Ausbruchsversuchs aber war die schließlich am 16. Oktober geschlossene Kapitulation 1756 unvermeidbar. 17000 der 18000 sächsischen Soldaten wurden zum Eintritt in die preußische Armee gezwungen
Erst im April 1763 kehrte das sächsische Korps nach Sachsen zurück und bezog teilweise die ursprünglichen Garnisonsstädte. Le Coq wurde 1764 Kommandeur des Infanterieregiments Nr. 10 wechselte aber 1766 zurück zum Infanterieregiment Nr. 7. Le Coq wurde 1774 zum Generalmajor befördert und war seit 1778 Chef des Infanterieregiments Nr. 12.

#### Bayerischer Erbfolgekrieg
1777 starb Kurfürst Maximilian III. von Bayern, ohne einen Erben zu hinterlassen. Aus dieser Situation entwickelte sich erneut ein Brandherd in Mitteleuropa, der Bayerische Erbfolgekrieg. Auch in diesen Kabinettskrieg wurde das sächsische Fürstenhaus hineingezogen, denn es erhob erbliche Ansprüche auf Teile Bayerns.
Preußen erklärte Österreich am 2. Juli 1778, nachdem die Verhandlungen erfolglos gewesen waren, den Krieg und marschierte zusammen mit sächsischen Truppen in Böhmen ein.
An diesem Krieg hat auch Le Coq teilgenommen. Am 27. Juli 1778 brach das sächsische Corps unter dem Generalleutnant Friedrich Christoph zu Solms-Wildenfels abends von Gamig, südlich des Elbtalkessels auf. Zu dem Corps gehörten u. a. 4 Infanterieregimenter. Eines dieser Regimenter war das Infanterie-Regiment „Prinz Carl“ (Chevaux légers). Es wurde befehligt von dem Generalmajor Le Coq. Das Corps überquerte die Elbe bei Pillnitz. Auf den Höhen zwischen Ober- und Niederwald, einem Berg in der Böhmisch-Mährischen Höhe, hatten sich zwei kaiserliche Bataillone verschanzt. Mit Artillerieunterstützung gewann Le Coq das Gefecht und nahm einen Hauptmann, 2 Offiziere und 160 Gemeine gefangen und erbeutete 3 Kanonen. Nennenswerte militärische Auseinandersetzungen wurden aber vermieden, zumal sich Maria Theresia – mitten während der dürftigen militärischen Aktionen – an den König von Preußen wandte und ihn bat, von einer Schlacht abzusehen Der Krieg wurde daher am 13. Mai 1779 im Frieden von Teschen beendet. Alle erblichen Forderungen von Sachsen wurden durch die einmalige Zahlung von sechs Millionen Gulden abgegolten.
Nach dem Kriege wurde Le Coq Generalleutnant.

### Familie
Le Coq vermählte sich 1751 mit Susanne Charlotte Bitaubé (* 1731). Aus der Ehe sind drei Töchter sowie zwei Söhne bekannt:
- Maria Louisa Friederika Henriette (1752–1799) ⚭ am 17. Juni 1770 in Torgau Karl Christoph von Egidy (1728–1809), sächsischer Oberstleutnant a. D.[14][15]
- Susanne Fürchtegott Elisabeth (* 1753) ⚭ Charles de Francois, sächsischer Offizier
- Augusta Theodora Henriette (* 1756)
- Karl Ludwig (1757–1829), General der Armee ⚭ Marie Charlotte Lautier (1760–1826)
- Karl Christian Erdmann (1767–1830), General der Infanterie